# Eduard Tubin
Eduard Tubin (Torila, Comtat de Tartu, 18 de juny de 1905 - Estocolm, Suècia, 17 de novembre de 1982) va ser un compositor i director d'orquestra estonià.
Va ser una de les figures fonamentals en el desenvolupament del llenguatge musical nacional estonià, sobresortint en la música simfònica. Va viure la meitat de la seva vida a Estònia i l'altra a Suècia, on es va haver d'exiliar el 1944. L'estada a Suècia li va permetre assolir una major llibertat artística, però també el va aïllar de la seva cultura natal. Va patir una llarga obscuritat i negligència fins que el director estonià Neeme Järvi va començar a defensar la seva causa.
La seva carrera artística va ser llarga i productiva. Va compondre música en diversos gèneres, que inclou deu simfonies (incloent la Simfonia núm. 2, "Llegendària", el 1937, la Simfonia núm. 4, "Sinfonia lirica", el 1943, i la Simfonia núm. 9, "Sinfonia semplice", el 1969), cinc concerts, dues òperes (Barbara von Tisenhusen, 1968, Reigi õpetaja [El pastor de Reigi], 1971), un ballet Kratt (1940), nombroses obres de cambra i cançons per a solistes i corals.

## Biografia
Tubin va néixer el 18 de juny de 1905 al poble de Torila, a la riba del llac Peipus, comtat de Tartumaa, gubèrnia de Livònia, a Estònia, que aleshores era una província de l'Imperi Rus. Era el fill petit de Joosep Tubbin i Sohvi Tehvan. Un germà va morir en la infància, i el seu germà gran, Johannes, de tuberculosi als 22 anys. El seu pare era pescador i sastre, i més endavant pagès quan es van traslladar. Però també actuava en esdeveniments de música amateur, interpretant el trombó a l'orquestra local. La seva mare cantava al cor de l'església.
El 1908, quan Tubin tenia 3 anys, la família es va traslladar a Naelavere prop d'Alatskivi, on el seu germà Johannes s'havia convertit en professor de l'escola. Com era habitual en l'època, la família va llogar la meitat de l'edifici de l'escola i també gestionava la granja. Eduard, primer va fer l'educació a l'escola del poble i per fer la primària va anar a l'escola de Torila.
L'escolarització era en llengua russa, però després de la proclamació de la República d'Estònia el 1918, es va convertir en una escola primària en llengua estoniana. L'Eduard va heretar la flauta del seu germà gran Johannes el 1912 quan aquest va morir. A l'edat de nou anys, es va unir a l'orquestra del poble de Koosa. La infantesa de Tubin no va ser fàcil: als sis anys havia viscut la mort del seu germà, als 10 anys va haver de sobreviure a la Primera Guerra Mundial i després a la Guerra de la Independència, i, més endavant, el seu pare també va morir. Quan l'Eduard tenia tretze anys, el seu pare li va comprar un piano de taula, i aviat començà a acompanyar els violinistes locals.

### Estudis a Tartu

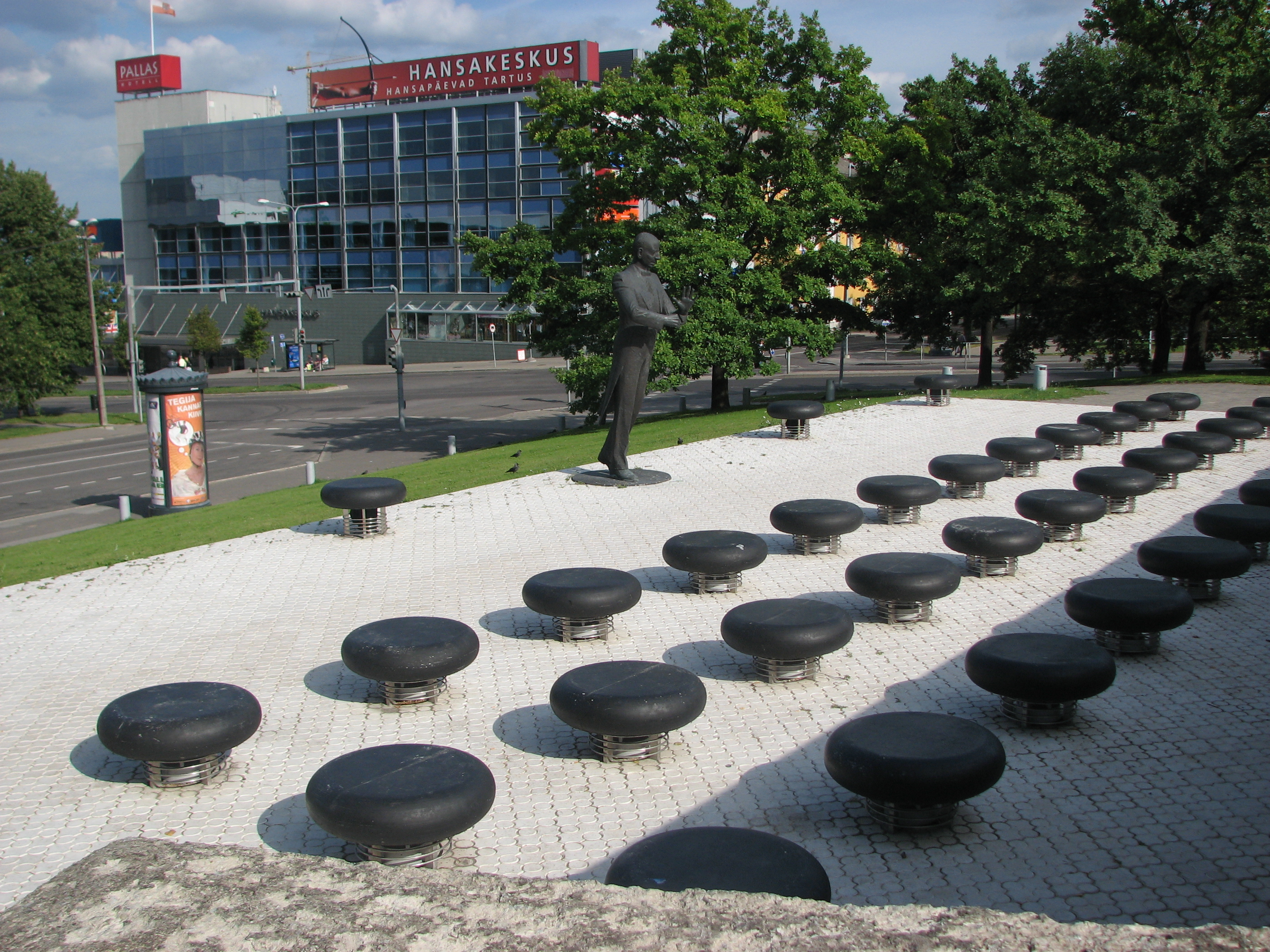
Monument dedicat a Eduard Tubin a Tartu

Estònia acabava de declarar-se independent el 1918, tot i que van ser necessaris diversos anys de combat abans que la Unió Soviètica renunciés de forma "voluntària i per sempre" als seus drets en un tractat de pau signat el 1920. Amb el tractat, Estònia va esdevenir independent després de segles d'ocupació per danesos, polonesos, alemanys, suecs i russos. Aquest mateix any, Tubin va entrar a estudiar al Seminari de mestres de Tartu, la segona ciutat més gran d'Estònia, a uns quaranta quilòmetres del seu lloc de naixement. A més d'altres matèries, també es donaven lliçons de cant i música. Les classes de piano eren de caràcter obligatori per a tots. Va ser en aquest context en què va despertar el seu interès per la composició. Tots els graduats van haver de treballar com a professors durant tres anys després de graduar-se. Així, el 1926, Tubin va començar a treballar a l'escola primària de Nõo, a uns trenta quilòmetres al sud-est de Tartu, ensenyant principalment matemàtiques i física fins al 1930. A més d'això, va dirigir el cor mixt i va treballar com a organista a l'església de Nõo.

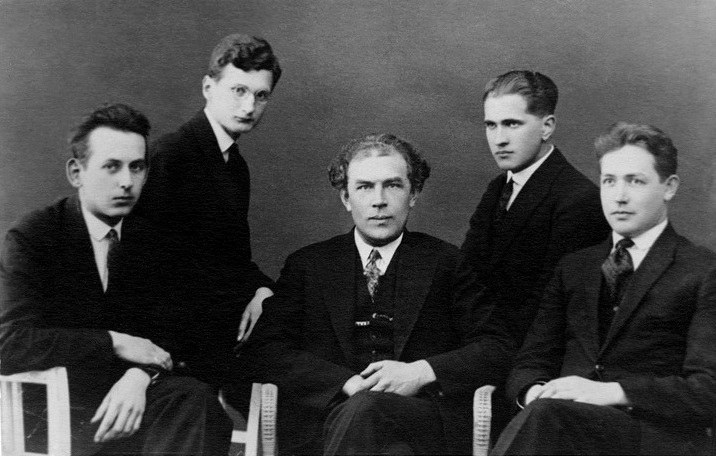
Heino Eller (centre) amb alguns dels seus alumnes de l'escola de composició de Tartu cap al 1930: Eduard Tubin (esquerra), Olav Roots, Karl Leichter i Alfred Karindi

El seu interès per la música era tan fort que es va matricular simultàniament a l'Escola Superior de Música de Tartu, començant els estudis el primer any amb la classe d'orgue de Johannes Kärt (des de 1939 Jaak Karis), que havia estudiat al Conservatori de Sant Petersburg. Posteriorment, ho va fer sota la direcció de Heino Eller, el més gran compositor i professor de composició estonià del moment, les obres impressionistes del qual van influir profundament en la nova generació de compositors estonians. Altres estudiants de la classe d'Eller eren els compositors Eduard Oja i Alfred Karindi, el director Olav Roots i el musicòleg Karl Leichter. L'escola d'Eller va proporcionar a Tubin una sólida formació tècnica i una passió pels nous corrents de la música.
Mentre rebia les classes d'Eller, el 1928 va compondre la Sonata per a piano núm. 1, la seva primera obra de gran format i de la qual se'n conserven tres dels quatre moviments. Tanmateix, els estudis d'Eduard Tubin a Tartu van acabar sobtadament el 1927. El seu professor Heino Eller va tenir un conflicte amb el director de l'escola i va abandonar l'escola. Els seus estudiants, inclòs Tubin, van presentar un memoràndum al ministre d'Educació. Com a càstig, Tubin va ser expulsat de l'escola juntament amb els altres signants. Tubin va començar a estudiar al Conservatori de Tallinn, on també es va graduar. Després d'això, va tornar a Tartu, la capital cultural d'Estònia, on va poder continuar els seus estudis amb Heino Eller gràcies a la creació d'una nova escola de música. A partir del 1928 i fins al 1944 va dirigir el cor d'homes Tartu Meestelaulu Selts, que seria la seva època de màxima esplendor.
Aquest va ser el començament d'una de les seves ocupacions principals fins a gairebé el final de la seva vida: dirigir corals, predominantment masculines.

### Primeres composicions
Tubin va debutar com a compositor un any després de finalitzar els estudis amb la Suite sobre cançons populars estonianes per a orquestra, que va suposar un èxit immediat. El 1930 es va casar amb una companya d'estudis, Linda Pirn. Dos anys després van tenir un fill, Rein, que també seria músic. El 1931 es va convertir en el director de l'orquestra del Teatre Vanemuine de Tartu, el primer teatre en llengua estoniana, on en els anys següents va desenvolupar una destacada carrera com a director d'orquestra. Després d'assistir a la festa de la Societat Internacional per la Música Contemporània a Viena el 1931, Tubin es va implicar activament en la promoció de la música moderna a Estònia. El 1936 va tenir l’oportunitat de dirigir, per primera vegada al país, la Simfonia dels salms de Stravinski. Stravinski va marcar considerablement l'evolució tècnica de Tubin.
Amb la Sonata per a violí i piano núm. 1 (1934-1936, revisada el 1968), Tubin va perfeccionar el seu art amb la seva estructura sòlida i la minuciositat del treball contrapuntístic, i es va convertir en una obra central en el seu repertori que ja suggeria la seva marcada inclinació simfònica.
Durant aquest període va escriure la Primera Simfonia que va ser estrenada el 24 de febrer de 1936 per Olav Roots a Tallinn. La simfonia mostra encara una dependència força forta del seu mestre Heino Eller, però ja es respira l'èpica que esdevindria característica de les seves simfonies posteriors. La Segona Simfonia (1937), amb el subtítol "la llegendària", mostra la influència de Skriabin. La Segona és la creació més subjectiva de Tubin i Harri Kiisk diu que hi ha una "atmosfera fantàstica, fantasmal i mística".
Tubin ja començava a ser reconegut com una figura musical destacada de la seva generació a Estònia.

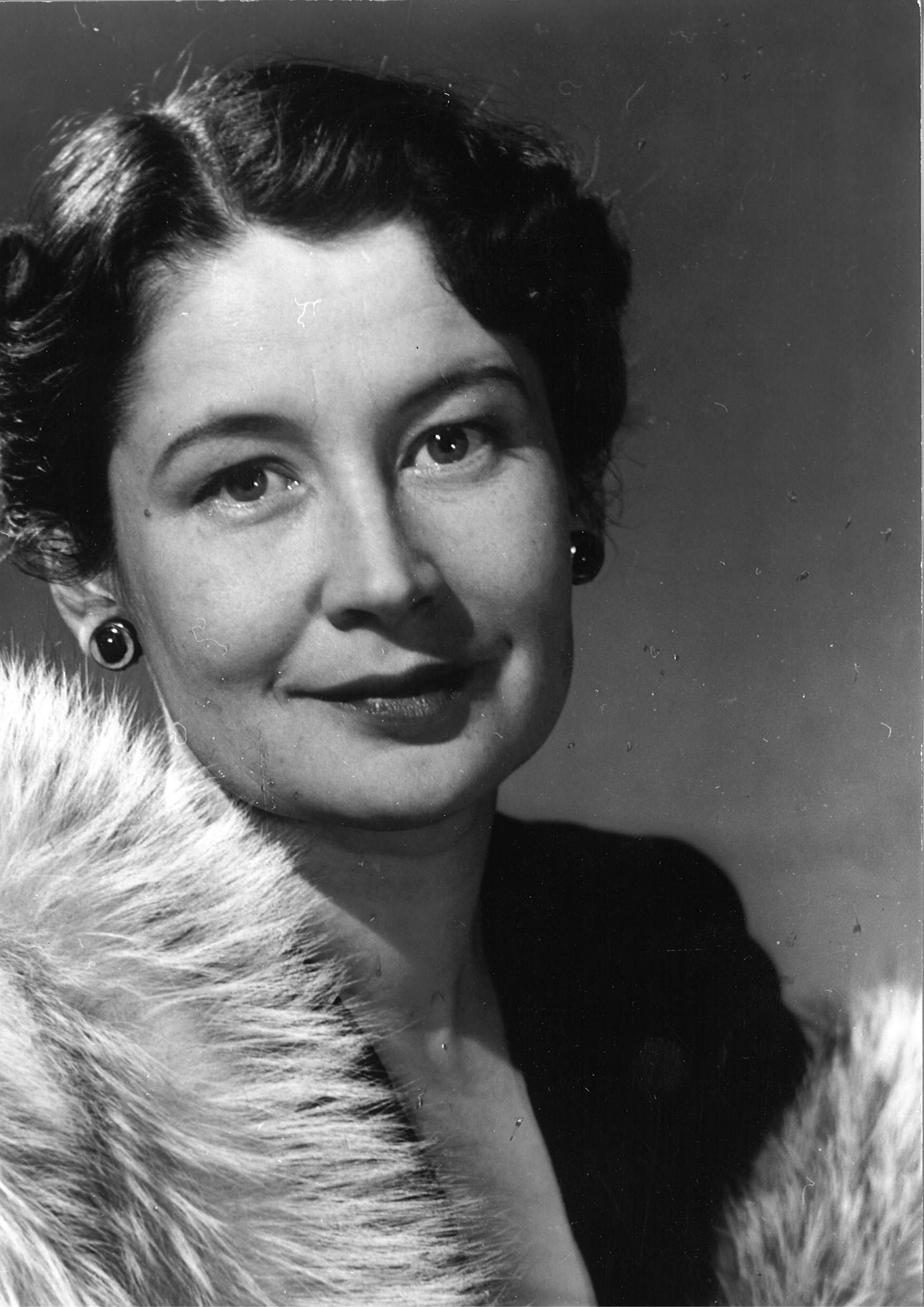
Elfriede Saarik, ballarina i esposa de Tubin

Tot i que la seva fama es limitava a Estònia, Tubin es va convertir en un dels principals compositors del país i, en els anys següents, va viatjar per diferents països europeus per ampliar la seva formació. El 1938 va visitar Budapest i va entrar en contacte, entre d'altres, amb Zoltán Kodály i Béla Bartók. Després de conèixer la seva activitat folklòrica, Tubin també es va interessar per la música popular d'Estònia i, entre altres coses, va fer viatges per zones rurals per recollir cançons populars de músics locals. La Sinfonietta sobre motius estonians (1940) i les Danses estonianes 1-3 per a violí i piano (1943) es van inspirar en la música popular d'arrel de Bartók i Kodály. També el va preparar per a la seva primera composició important, el ballet Kratt, que es va representar per primera vegada al Teatre Vanemuine l'any 1943. El llibret era de la seva esposa i ballarina Elfriede Saarik, basat en llegendes populars estonianes. Es va estrenar l'abril de 1943 a Tartu, on es va representar trenta vegades seguides. Més endavant es va consolidar com el ballet nacional clàssic d'Estònia.
El 1940, Eller es va convertir en professor de composició al Conservatori de Tallinn i Tubin va agafar el seu lloc a Tartu. El 1941 es va casar amb la ballarina Elfriede Saarik. El seu fill Eino va néixer el 1942.
Inspirat per la profunda tristesa que estava provocant la pèrdua de la llibertat d'Estònia i l'angoixa del conflicte bèl·lic que afectava la seva pàtria, Tubin va compondre la Tercera Simfonia el 1942. Tal com Sibelius va explorar en la seva Segona Simfonia, aquesta obra presenta una potent i emotiva crida a l'honor nacional.
Amb el país estava sota ocupació alemanya, la Quarta Simfonia, finalitzada el 1944, es va guardar a la caixa forta del Teatre Estònia de Tallinn. La intenció inicial era presentar la simfonia a la primavera. El 9 de març de 1944, Tallinn va patir un bombardeig per part de l'aviació soviètica. El Teatre Estònia va rebre el cop d'una bomba, provocant un incendi a l'edifici. L'opció va ser estrenar-la al Teatre Dramàtic de Tallinn el 16 d'abril de 1944, sota la direcció d'Olav Roots, qui ja havia dirigit les estrenes de les tres simfonies anteriors de Tubin.

### Exili a Suècia

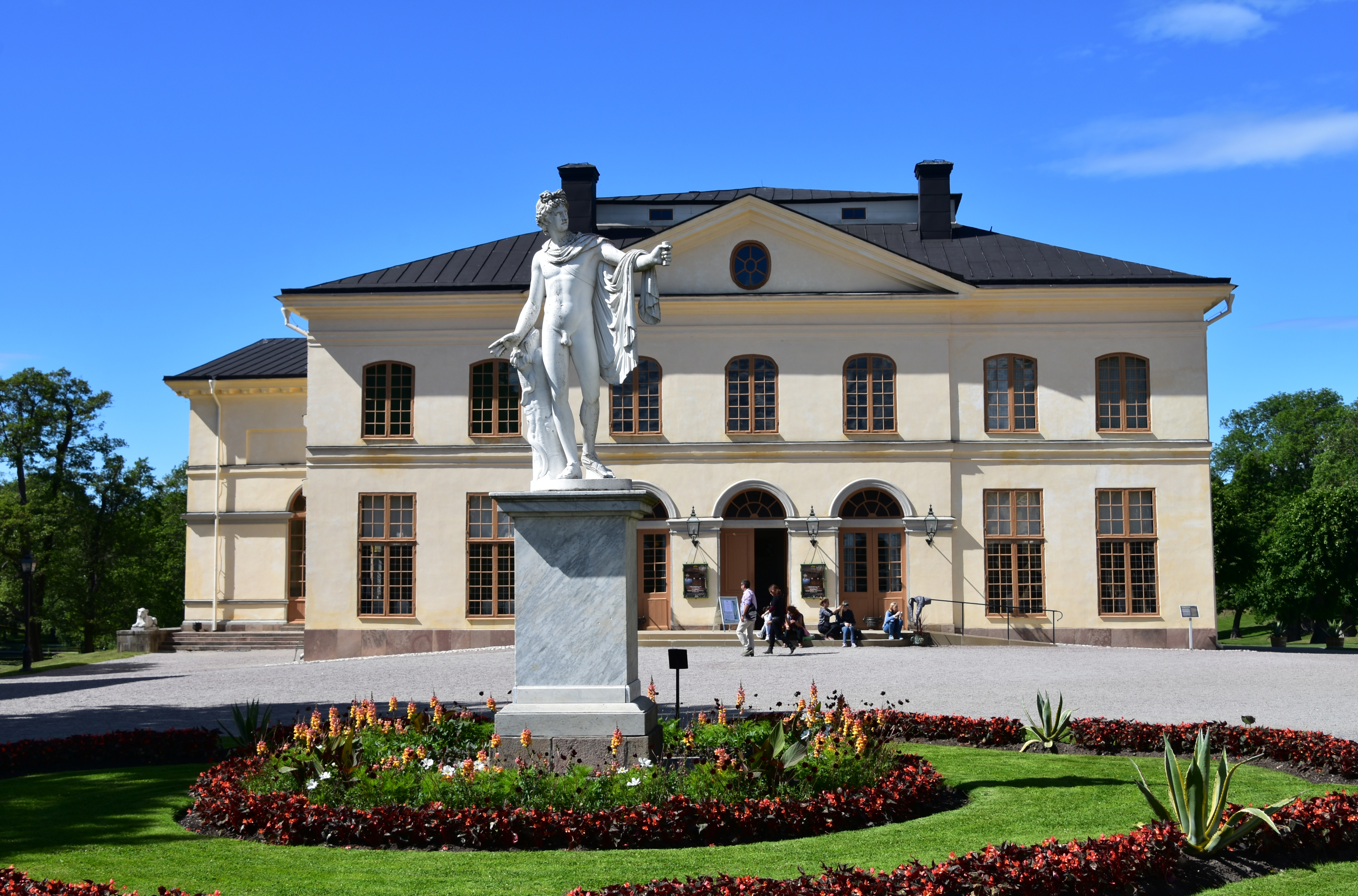
El teatre del castell de Drottningholm, on Tubin va treballar els anys que va viure a Suècia

Eduard Tubin va aconseguir romandre i treballar al seu país durant la primera ocupació soviètica i la dels alemanys. Però la vida es va fer tan difícil, perillosa i restrictiva que quan els soviètics van arribar per segona vegada el 1944, la família Tubin va deixar la seva llar, tot i que Eduard, amb trenta-nou anys, estava al cim de la seva carrera artística. La raó principal de la fugida va ser un terror immens davant de l'avanç de l'Exèrcit Roig basat en el record encara en la ment de tots de la primera ocupació soviètica (de juny de 1940 a juliol de 1941).
El 20 de setembre, només dos dies abans que l'Exèrcit Roig s'apoderés de Tallinn, la família Tubin, juntament amb una part notable de l'elit cultural estoniana, van embarcar en un vaixell per fugir de Tallinn, que ja estava començant a cremar. Enmig del mar Bàltic, el motor es va trencar i després de dos dies a la deriva van ser albirats per la guàrdia costanera sueca i remolcats fins a l'illa de Lidingö, prop d'Estocolm. Tubin va romandre a Suècia fins a la seva mort.
Després d’un temps en un camp de refugiats a Estocolm, Tubin i la seva família es van establir a Neglinge, on van trobar la seva primera llar a Suècia gràcies a l’associació Ajuda a les Víctimes de la Guerra. Amb un piano disponible, Tubin va compondre el Preludi per a violí i piano, la seva primera obra a Suècia, caracteritzada per una estructura sòlida i riquesa melòdica. La peça va ser afegida al repertori de la violinista Celia Hansen. A més, estableix contacte amb l'editor Körling, que comença a publicar la seva obra durant els anys posteriors i, fins i tot, li aconsegueix un modest apartament per a ell i la seva família en un barri perifèric d'Estocolm.
A Suècia, va haver de refer la seva vida i començar tot de nou. Els refugiats bàltics van tenir molt difícil continuar les seves carreres professionals dins la cultura sueca. Sense anar més lluny, la dona de Tubin, l'Erika, que a Estònia havia estat una eminent ballarina i actriu al Teatre Vanemuine, a Estocolm va haver de treballar com a delineant en despatxos d'arquitectes.
A Suècia, el primer treball orquestral de Tubin va ser el Concertino per a piano i orquestra, que va començar a escriure mentre es trobava al camp de refugiats de Neglinge el desembre de 1944 i va completar a la primavera de 1945. Junts amb el pianista estonià Olav Roots, que també es trobava al mateix camp, van decidir presentar l'obra a Tor Mann, qui va quedar fascinat per la composició i en va dirigir l'estrena a la ràdio l'octubre d'aquell mateix any. Aquesta actuació va representar una fita en la carrera de Tubin a Suècia. Kurt Atterberg va destacar l’obra pels seus "magnífics tuttis orquestrals" i per l’"atractiu tractament harmònic", subratllant-ne especialment la "determinació rítmica" tan característica.
Aviat va fer una connexió important amb l'intendent Gustaf Hilleström del Teatre de Drottningholm, que seria valuosa no només per a Tubin, sinó per a tot el món musical suec. Gràcies a Hilleström, a Tubin se li va oferir treballar a l'històric teatre del castell de Drottningholm (a mitja hora d'Estocolm). La missió era fer un inventari general de tots els ballets i òperes escrites a Suècia, d'avaluar-les musicalment i restaurar algunes obres antigues. Tubin va treballar al Teatre de Drottningholm entre 1945 i 1972. Per diversos anys, Tubin va dedicar llargues hores a examinar partitures a la biblioteca de l’Acadèmia de Música, la Biblioteca Reial i la biblioteca de l'Òpera, revisant obres d’Uttini, Naumann, Kraus, Du Puy, Berwald i altres compositors. Els seus suggeriments van influir en la selecció de programes del Teatre de Drottningholm, i el material resultant es conserva actualment en el museu del teatre. Les condicions del seu contracte li van garantir estabilitat econòmica i li van permetre compaginar la composició, que feia als matins, amb la transcripció de partitures a les nits.
El 1946 va completar la Simfonia núm. 5, que es convertiria en l'obra més interpretada en vida de Tubin, amb més de cinquanta actuacions a tot el món. Posteriorment es va interpretar a ciutats com Hèlsinki, Copenhaguen, Tallinn, Londres, Hamburg, Sydney, Bogotà, Nova York (Carnegie Hall, 1952) i Washington. El compositor i critic musical Moses Pergament va escriure a l'Afton-Tidningen: «La cinquena simfonia de Tubin està construïda amb una mestria que revela un domini absolut de la forma musical... És una de les obres noves més rellevants que he escoltat en els darrers anys». En aquesta època va compondre la Sonata per a piano núm. 2, Aurores boreals (1950).
Tubin va continuar sent un prolífic compositor a Suècia, i una gran part de la seva obra va ser escrita en l'exili. Després vindrien dues òperes, quatre simfonies més, un segon concert per a violí, un Concert per a contrabaix i un altre per a balalaica, un Concertino per a piano, molta música per a piano i violí, cançons per a cor i solistes, etc. El Concert per a contrabaix va ser un èxit internacional el 1947, i es va convertir en un veritable emblema per als mestres del contrabaix a nivell mundial. El va escriure per encàrrec del virtuós contrabaixista estonià Ludvig Juht amb les instruccions que havia de ser «el més virtuós que s'hagi compost mai per a l'instrument perquè cada contrabaixista dels Estats Units el tingui sobre el seu faristol per presumir-ne». L’editorial Körling va aconseguir vendre més partitures d’aquest concert que de qualsevol altra obra de Tubin. Quan, el 1973, es va llançar una edició pirata de la partitura reduïda per a piano a Moscou, els 1.500 exemplars disponibles van volar pràcticament d’immediat.
Els músics suecs van reconèixer la seva mestria, respectant-lo com un col·lega dotat i coneixedor. No obstant això, Tubin no pertanyia al corrent principal de la música modernista sueca. Tot i ser resident a Suècia, culturalment sempre es va sentir un estonià; les seves òperes i ballets es basen en temes natius, i la seva música vocal, que inclou cançons, òperes i balades per a veu solista amb orquestra, va ser composta amb textos estonians. Entre 1952 i 1954, va compondre la Sisena Simfonia, una simfonia molt difícil d'interpretar amb la que els directors quedaven desconcertats amb l'estructura rítmica, especialment al segon moviment. Tubin va utilitzar el saxòfon a l'orquestra per acostar-se a la moda del jazz i les danses sensuals com el tango, la rumba, amb ritmes de bolero i havanera.
Tubin va experimentar un profund desig de neteja espiritual després de la dionisíaca Sisena simfonia. D'aquesta necessitat va sorgir la Setena Simfonia (1956-1958), que es caracteritza per ser la més curta en durada i plantilla, amb aproximadament 20 minuts de música. Aquesta obra presenta elements atonals, però la seva estructura no està vinculada a la tècnica dels dotze tons. «Trobo l'atonalitat molt atractiva, però Schönberg no m'agrada gaire», va ressaltar el compositor.
La dècada de 1960 va començar amb Música per a cordes, que es va estrenar a la primavera de 1963 a Lucerna, amb tres seccions que es fonamenten en un material de dotze tons comú. Van seguir dues obres més escrites en dotze tones lliures: la Sonata per a violí sol (1962) i el Concert per a balalaica (1964). La Vuitena Simfonia (1966) és l'obra amb la càrrega emocional més intensa del compositor.
Les autoritats comunistes locals van prohibir durant molt de temps que la música de Tubin fos interpretada a Estònia. Però el 1959 la seva Simfonia núm. 5 es va interpretar a Tallinn, i el 1961 ell mateix va visitar Estònia per primera vegada des del 1944. Més tard, Tubin va establir una col·laboració, entre d'altres, amb l'Òpera Nacional d'Estònia, que va donar lloc a les òperes Barbara von Tisenhusen el 1967 i Prosten de Reigi el 1971. No obstant això, aquesta darrera no es va representar fins al 1979 a causa de la política cultural de la Unió Soviètica en aquell moment.
Tubin va viure a Suècia fins a la seva mort el 1982 i va ser ciutadà suec des del 1961, tot i que va visitar Estònia en diverses ocasions. No obstant això, mai es va convertir en una figura destacada de la vida musical sueca, ni va ser un nom conegut fora de les fronteres de Suècia, amb l'excepció d'Estònia. En el primer viatge que va fer al seu país natal, Tubin explica «que de fet, vaig experimentar una vivència emocional força intensa durant el meu viatge a Estònia l'any 1961, que va ser molt mal rebut per certs cercles d'emigrants estonians. Avui dia és força comú que la gent visiti els seus familiars a Estònia. Però el 1961, un viatge així era considerat una prova de la connexió de la persona amb el poder ocupant. Suposo que la ira per les moltes insinuacions dels articles va anar acumulant-se en mi i va trobar una sortida en la final de la Vuitena Simfonia, les repeticions tenses de tons de la qual haurien de ser 'un himne a mi mateix'. Quan es fa més gran, s'atreveix a mostrar les seves emocions, s'atreveix tant a riure com a plorar».
Cap al final de la seva vida, Tubin va començar lentament a guanyar reconeixement, sobretot després que el director d'orquestra Neeme Järvi, també estonià, s'escapés als Estats Units el 1980 i comencés a interpretar les seves obres. No obstant això, l'enregistrament de Järvi de totes les obres orquestrals de Tubin amb la Simfònica de Göteborg per a la companyia discogràfica BIS no es va completar fins després de la mort del compositor. En l'últim any de la seva vida, la seva Desena Simfonia va ser interpretada en 5 concerts per l'⁣Orquestra Simfònica de Boston, va ser un dels moments més destacats de la carrera de Tubin. Va rebre diversos premis de música sueca i va ser elegit membre de la Reial Acadèmia de Música de Sueca. Després d'una llarga malaltia va morir el 17 de novembre de 1982 a Estocolm.
El compositor i la seva esposa Elfriede Saarik van ser enterrats al cementiri de Skogskyrkogården d'Estocolm. El 4 de juny de 2018, les restes de Saarik i Tubin van ser enviades en urnes per ser enterrades al cementiri forestal de Tallinn, on va tenir lloc una cerimònia commemorativa el 18 de juny de 2018.
El juny de 1990, va tenir lloc un Festival Tubin en què es van produir les dues òperes de Tubin, a més de diversos concerts de música simfònica i de cambra. Des de l'any 2001, se celebren anualment festivals de música sota el lema Tubin i el seu temps a Tallinn i altres localitats. L'octubre de 2000, un grup de musicòlegs i intèrprets suecs i nord-americans van establir la Societat Nacional Eduard Tubin a Tartu.

## Estil
L'exili de Tubin a Suècia l'any 1944 li va donar la llibertat d'explorar diferents formes de construcció simfònica, una oportunitat que mai hauria tingut a l'URSS. Segons Sutherland, les Simfonies 1 i 2 (1934 i 1938) es caracteritzen per un «dinamisme rítmic i un estil orquestral èxtasi que reflecteix l'interès de Tubin pel misticisme de Scriabin i les adaptacions estilístiques de l'impressionisme francès de Debussy».
Tubin va utilitzar sovint la música popular estoniana a les seves obres, per exemple a la Sinfonietta sobre motius estonians. El seu ballet Kratt està totalment basat en cançons populars. El 1938 Tubin havia visitat l'illa estoniana de Hiiumaa per recollir cançons populars. Tubin també era un molt bon orquestrador, i això es pot escoltar especialment a la Tercera i Quarta simfonia.
A finals de la dècada de 1940 es va produir un canvi en l'estil de Tubin; la música es va fer harmònicament més astringent. El final de la Setena Simfonia fa molt ús d'un tema amb les dotze notes, tot i que és tonal. El canvi a un estil menys nacionalista i més internacional es va produir després que Tubin hagués fugit d'Estònia a Suècia.

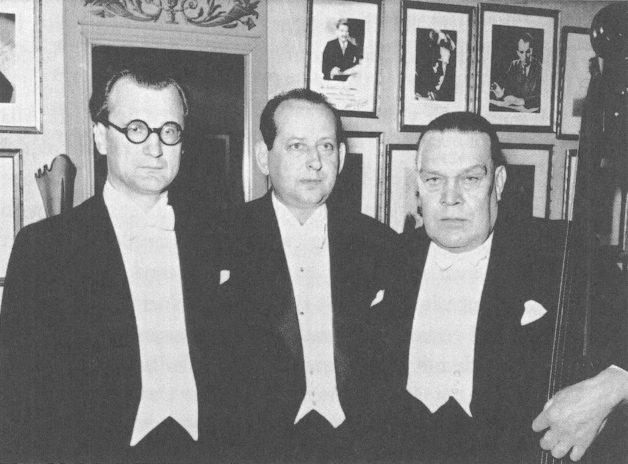
El director d'orquestra Olav Roots, Eduard Tubin i el contrabaixista Ludvig Juht a la Sala de Concerts d'Estocolm el 1947

Tubin potser no és prou conegut per culpa del seu desplaçament. Tot i que Estònia el reclama com un dels seus compositors més grans, la major part de la seva composició es va fer a Suècia, cosa que mai li va donar l'atenció que li devia. Tubin està guanyant reconeixement, però, sobretot per les seves darreres simfonies i la Segona Sonata per a piano, que són reconegudes com a obres mestres. La majoria de les seves obres han estat enregistrades (hi ha dos conjunts complets enregistrats de les seves simfonies, dirigides per Neeme Järvi i Arvo Volmer). El juny de 2005 la ciutat de Tallinn va celebrar el centenari del seu naixement amb un festival on es van interpretar totes les seves simfonies i bona part de la seva música per a piano i de cambra. Es va erigir una estàtua de Tubin a Tartu.
El 2011 es va obrir un Museu Tubin al Castell d'Alatskivi, prop del seu lloc de naixement. Hi ha una exposició sobre el compositor i altres membres de l'Escola de Tartu, de músics que van estudiar amb Heino Eller, com Alfred Karindi, Eduard Oja, Olav Roots i Karl Leichter. La Societat Internacional Eduard Tubin es va fundar a Estònia l'any 2000. La seva tasca més important és produir una edició acadèmicament correcta de les seves obres col·leccionades, una obra que està en bon curs.

## Obres importants

### Simfonies
- Simfonia núm. 1 en do menor (1931-1934).
- Simfonia núm. 2 en si menor, 'Llegendària' (1937).
- Simfonia núm. 3 en re menor, 'Heroica' (1940-1942, rev. 1968).
- Simfonia núm. 4 en la major, 'Lírica' (1943, rev. 1978).
- Simfonia núm. 5 en si menor (1946).
- Simfonia núm. 6 (1953-1954, rev. 1956).
- Simfonia núm. 7 (1955-1958).
- Simfonia núm. 8 (1965-1966).
- Simfonia núm. 9, 'Simfonia simple' (1969).
- Simfonia núm. 10 (1973).
- Simfonia núm. 11 (incompleta).

### Concerts
- Concert per a violí núm. 1 en re major (1941-42).
- Concert per a violí núm. 2 en sol menor (1945).
- Concert per a contrabaix (1948).
- Concert per a balalaica (1963-1964).
- Concertino per a piano (1944-45).

### Música orquestral
- Música per a cordes (1962-1963).
- Sinfonietta sobre motius estonians (1940).
- Toccata (1937).
- Preludi Solemne (1940).
- Kratt (Ballet, 1943)

### Música coral
- Rèquiem per als soldats caiguts (Reekviem langenud sõduritele), per a mezzosoprano, cor d'homes, trompeta, orgue, percussió i timbales (1950, revisada el 1979). Text de Henrik Visnapuu (1890-1951) i Marie Under (1883-1980)
- Cantata per a la inauguració (Vihkiäiskantaatti) per a baríton, narrador, cor i orquestra (1958).

### Òpera
- Barbara von Tisenhusen, òpera en tres actes i nou escenes (1967-1968)
- El pastor de Reigi (Reigi õpetaja), òpera en sis escenes (1970-1971)

### Obra de cambra
- Sonata per a piano núm. 1 (1928).
- Preludi per a piano i violí (1944).
- Balada sobre un tema de Mart Saar (1945).
- Sonata per a piano núm. 2, Aurores boreals (1950).
- Sonata per a violí núm. 1 (1934-1936, rev. 1968-1969).
- Caprici núm. 1 per a violí i piano (1937, rev. 1971).
- Sonata per a viola (1964-1965).
- Sonata per a saxòfon alt (1951).